# Dadoo
Dadoo, właściwie Daniel Camara (ur. 1976 w Marsylii) – francuski raper, członek grupy hip-hopowej KDD, pochodzącej z Tuluzy. Jako pierwszy odkrył talent Vitaa, z którą wystąpił w duecie, w utworze Pas a pas.

## Dyskografia
- 1996 Opte Pour Le K (jako KDD)
- 1998 Résurrection (jako KDD)
- 2000 Une Couleur De Plus Au Drapeau (jako KDD)
- 2003 France History X